# Chrishuna Williams
Chrishuna Williams (ur. 31 marca 1993) – amerykańska lekkoatletka specjalizująca się w biegach sprinterskich i średniodystansowych.
W 2016 wystartowała na igrzyskach olimpijskich w Rio de Janeiro, w których nie przebrnęła przez eliminacje biegu na 800 metrów.
Złota medalistka IAAF World Relays (2017).
Medalistka mistrzostw USA. Stawała na najwyższym stopniu podium czempionatu NCAA.

## Osiągnięcia
| Rok  | Impreza              | Miejsce        | Konkurencja             | Lokata     | Wynik   |
| ---- | -------------------- | -------------- | ----------------------- | ---------- | ------- |
| 2016 | Igrzyska olimpijskie | Rio de Janeiro | bieg na 800 metrów      | eliminacje | 2:01,19 |
| 2017 | IAAF World Relays    | Nassau         | sztafeta 4 × 800 metrów | 1. miejsce | 8:16,36 |

## Rekordy życiowe
- bieg na 400 metrów (stadion) – 52,13 (2016)
- bieg na 400 metrów (hala) – 52,02 (2017)
- bieg na 800 metrów (stadion) – 1:59,59 (2016)
- bieg na 800 metrów (hala) – 2:02,95 (2015)

3 lutego 2018 w Nowym Jorku amerykańska sztafeta z Williams na pierwszej zmianie czasem 8:05,89 ustanowiła rekord świata w biegu rozstawnym 4 × 800 metrów.